# 헨리 어빙

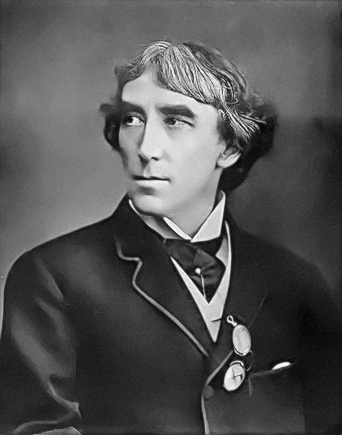

헨리 어빙 경(영어: Sir Henry Irving, 1838년 2월 6일 ~ 1905년 10월 13일)은 잉글랜드의 연극 배우이다. 빅토리아 시대의 대표적인 배우 중 하나로 활약했다. 라이시엄 극장(Lyceum Theatre, London)의 경영을 맡으며 셰익스피어 연극의 중흥을 이끌었는데, 특히 엘런 테리와의 협업은 20여년간 지속되며 큰 호응을 받았다.
브램 스토커의 소설 《드라큘라》의 주인공 드라큘라 백작의 캐릭터는 헨리 어빙에게서 영감을 받아 만들어진 것으로 알려져 있다.

## 서훈
- 1895년 기사작위(Knight Bachelor) 서임